# 囊稃竹属
囊稃竹属（学名：Leptaspis）是禾本科下的一个属，为多年生草本植物。该属共有约5种，分布于东半球的热带地区。

## 下属物种
本属含6种，产东半球热带、亚洲东南部。臺灣產有一種，為臺灣特有植物。
- 囊稃竹 Leptaspis formosana C. Hsu